# Lista de canções em língua estrangeira que atingiram o primeiro lugar da Billboard Hot 100
Este artigo traz uma lista com as canções que não são cantadas em inglês, mas que atingiram o topo da parada de sucesso "Billboard Hot 100".
Conforme mencionado pelo site babbel.com, "se você for para outro país e ligar o rádio, você tropeçará em uma música em inglês rapidamente. Mudando de posição, suas chances de encontrar músicas em língua estrangeira em uma estação de rádio americana são bem próximas de zero". Por conta disso, até 2023, apenas 9 músicas haviam logrado este êxito.
O site Megacurioso ainda inclui uma 10ª canção: “Wooden Heart” de Joe Dowell, que ficou 1 semana no topo, em agosto de 1961. Esta música, porém, apesar de conter trechos em alemão, tem uma grande parte cantada em inglês, por isso não é considerada uma música em língua estrangeira.

## Estatísticas
- Até hoje, apenas 9 canções que não são cantadas em inglês conseguiram atingir o topo da parada de sucesso "Billboard Hot 100" sendo a primeira Volare (Nel Blu Dipinto Di Blu) do músico italiano Domenico Modugno, em 1958, e a mais recente Life Goes On, do grupo coreano BTS.
- Somente 3 canções em língua não-européia atingiram o topo da billboard: a japonesa Sukiyaki (Ue o Muite Arukō), interpretada por Kyū Sakamoto, e as coreanas "Life Goes On", interpretada pelo grupo BTS,[5] e "Like Crazy", do cantor |Jimin.
- A canção em língua estrangeira que ficou mais tempo no topo foi Despacito, que permaneceu ali por 16 semanas, mantendo o recorde, ao lado de "One Sweet Day", Mariah Carey & Boyz II Men, de tempo no topo da Billboard, até serem superadas por "Old Town Road", que ficou 19 semanas em primeiro lugar.[6]

## Lista
| #  | Quando atingiu o topo | Canção/Single                   | Artista(s)/Banda                        | Língua   | Semanas no Topo              |
| -- | --------------------- | ------------------------------- | --------------------------------------- | -------- | ---------------------------- |
| 01 | 18/08/1958            | Volare (Nel Blu Dipinto Di Blu) | Domenico Modugno                        | Italiano | 5 semanas (não-consecutivas) |
| 02 | 15/06/1963            | Sukiyaki (Ue o Muite Arukō)     | Kyū Sakamoto                            | Japonês  | 3 semanas                    |
| 03 | 07/12/1963            | Dominique                       | The Singing Nun                         | Francês  | 4 semanas                    |
| 04 | 29/03/1986            | Rock Me Amadeus                 | Falco                                   | Alemão   | 3 semanas                    |
| 05 | 19/08/1987            | La Bamba                        | Los Lobos                               | Espanhol | 3 semanas                    |
| 06 | 03/08/1996            | Macarena                        | Los Del Rio                             | Espanhol | 14 semanas                   |
| 07 | 27/05/2017            | Despacito                       | Luis Fonsi, Daddy Yankee, Justin Bieber | Espanhol | 16 semanas                   |
| 08 | 30/11/2020            | Life Goes On                    | BTS                                     | Coreano  | 1 semana                     |
| 09 | 08/04/2023            | Like Crazy                      | Jimin                                   | Coreano  | 1 semana                     |